# Speed (Kansas)
Speed è un comune degli Stati Uniti d'America, situato nello Stato del Kansas, nella contea di Phillips.